# برند فرانسوا
برند فرانسوا (انگلیسی: François Marque؛ زادهٔ ۳۱ ژوئیهٔ ۱۹۸۳) بازیکن فوتبال اهل فرانسه است.
از باشگاه‌هایی که در آن بازی کرده‌است می‌توان به باشگاه فوتبال بازل، باشگاه ورزشی آمیان، باشگاه فوتبال باستیا، باشگاه فوتبال استاد رنس، و باشگاه فوتبال زاربروکن اشاره کرد.